# Castellano Power Team
Castellano Power Team es una escudería argentina de automovilismo, creada por el preparador y expiloto de Turismo Carretera, Oscar Castellano. Esta escudería tuvo su debut en el año 2005, a la par del debut del piloto Jonatan Castellano (hijo del mencionado Oscar) en la categoría TC Pista, de la cual obtuviese su primer título nacional en esa misma temporada.
La presencia del Castellano Power Team en el ambiente del deporte motor argentino es tal que posee estructuras en distintas categorías de automovilismo de velocidad, siendo principalmente protagonista en las divisionales inferiores de la Asociación Corredores de Turismo Carretera. A partir del año 2015, este equipo sumó una nueva categoría en su currículum participativo, siendo esta la Clase 3 del Turismo Nacional, a su vez, la primera por fuera del organigrama de ACTC.
A lo largo de su existencia, el equipo contó con participaciones en las cuatro divisiones de la ACTC, más el Turismo Nacional, destacándose además la obtención de los campeonatos 2005 de la divisional TC Pista (con Jonatan Castellano) y 2011 del TC Pista Mouras (con Nicolás Pezzucchi). Otra particularidad presentada por esta escudería, fue su identificación de forma casi exclusiva con la marca Dodge dentro de la ACTC, atendiendo y poniendo en pista unidades Dodge Cherokee en las distintas divisionales de este organismo.

## Historia

### Antecedentes

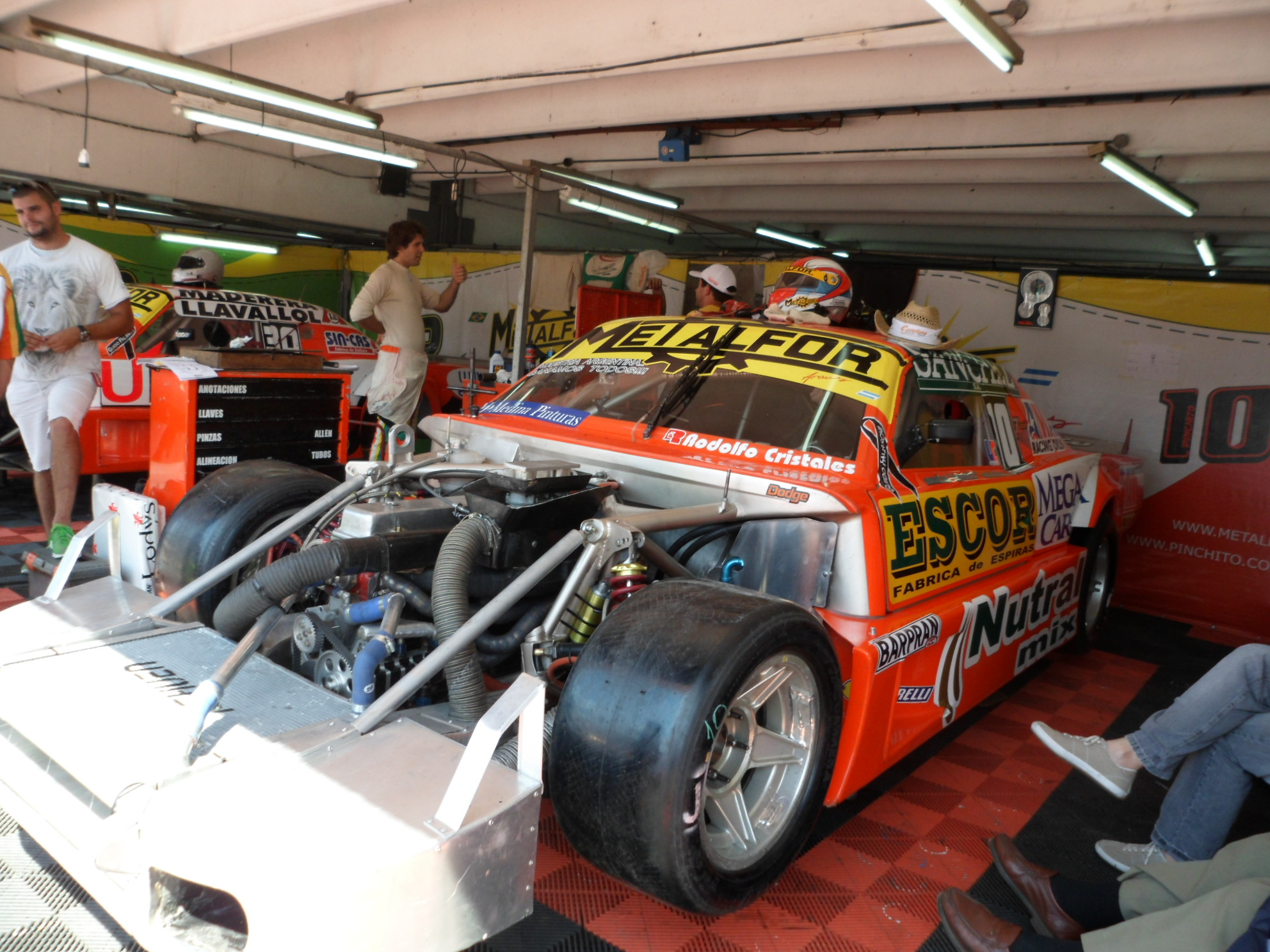
Las Dodges de Castellano Power Team en 2011.

Luego de haberse alzado con un tricampeonato en Turismo Carretera y de dos temporadas irregulares, Oscar Castellano había anunciado su retiro en el año 1991, poniendo además a la venta su popular Naranja Mecánica (un Ford Falcon pintado de ese color). Lo que no imaginó, era que a pesar de su retiro seguiría ligado al automovilismo como preparador, ya que el coche fue adquirido en 1993 para poner en pista a Eduardo Ramos, un piloto oriundo de la localidad de Mechongué. Una vez adquirida esta máquina, Ramos le solicitó al mismo Castellano que lo asesore preparando la motorización de su nueva unidad. Castellano, decidió poner manos a la obra en la preparación, obteniendo como resultado en el año 1994, una temporada exitosa que terminó con el título de TC para el "Lalo" de Mechongué. Este título, además de ser considerado como una revancha personal de Castellano, quien logró reverdecer los lauros de la ex-Naranja Mecánica, fue la génesis de su nueva profesión, que más tarde lo pondría al frente de su propia estructura.

### Nace el Castellano Power Team
Fue así que se llegó al año 2005, cuando luego de varios años de trabajo en diferentes categorías (entre la que se incluía el TC 2000, donde se logró el debut de Guillermo Ortelli en 1994), Oscar Castellano comienza a trabajar junto a Tulio Crespi en el armado de una Dodge Cherokee, para lanzar la carrera deportiva de su hijo Jonatan Castellano quien debutaba ese año en el TC Pista. De esta manera, el excampeón de TC volvía a las pistas, nuevamente bajo su faceta de preparador de motores, pero en esta oportunidad encabezando su propio proyecto familiar, al que dio en llamar Castellano Power Team. Nuevamente la pericia preparadora del popular "Pincho" de Lobería, rindió frutos al coronarse su hijo como monarca de dicha categoría y obteniendo el ascenso al TC. Como curiosidad, se tomó para la decoración de la unidad el color naranja como color predominante, haciendo renacer el mito de la Naranja Mecánica de Lobería.

### Castellano como proveedor de motores y jefe de equipo
Al año siguiente (2006), el trabajo de Castellano se vio extendido no solo a su hijo Jonatan, sino también hacia otros pilotos que competían en TC Pista, como ser Ezequiel Bosio o Juan Marcos Angelini, quienes también se presentaron ese año con unidades Dodge Cherokee, haciendo además de Castellano un preparador exclusivo de motores Cherokee. Al mismo tiempo, comenzaba a tejerse una alianza de colaboración estratégica entre el Castellano Power Team y el equipo UR Racing, propiedad de los chasistas Daniel Uranga y Pablo Romera.
Los años continuaron pasando y por la alineación del equipo pasaron jóvenes valores como ser el propio Angelini, Ricardo Risatti III o Tomás Urretavizcaya, además de recibirse varios pedidos por parte de pilotos de las marcas Dodge y Torino, para la preparación de sus motores Cherokee. Uno de los clientes más reconocidos que tuvo Castellano en el año 2009, fue el ex tester de Fórmula 1 José María López, quien había quedado cerca de obtener el título de TC ese mismo año. Sin embargo, el trabajo de Castellano en esta unidad terminó tres fechas antes, no así con la unidad piloteada por Martín Basso, compañero de equipo de López dentro de la estructura HAZ Racing Team.
En el año 2010, el Castellano Power Team presentó su nuevo plantel para el Turismo Carretera, el cual estuvo conformado por los pilotos Jonatan Castellano y Roberto Urretavizcaya, piloto de TC que supiera enfrentar a Oscar Castellano durante la década del '80. Sin embargo, tras las primeras cuatro competencias, este último decidió dejar de competir cediendole su espacio a su hijo Tomás Urretavizcaya, quien venía de consagrarse como campeón de la divisional TC Pista en el año 2009.
Por otra parte, en esa temporada Castelano se encargó de proveer motores a los pilotos Juan Marcos Angelini del equipo UR Racing y Ricardo Risatti III del equipo Tango Competición. En esta misma temporada, el equipo experimentó su primera expansión hacia otras divisionales fuera del TC, desembarcando en el TC Mouras, donde dispuso una unidad Dodge Cherokee para el piloto Cristian Di Scala. Para el año 2011, el equipo llegó a un acuerdo publicitario con el fabricante argentino de maquinaria agrícola Metalfor, pasando a incorporar el nombre de este último al del equipo. De esta manera, a partir de ese entonces mudaría su razón social por la de Metalfor Castellano Power Team.

## Participaciones de la escudería en el automovilismo argentino
| Valores    | Turismo Carretera | TC Pista | TC Mouras | TC Pista Mouras | Turismo Nacional |
| ---------- | ----------------- | -------- | --------- | --------------- | ---------------- |
| Temporadas |                   | 2004     |           |                 |                  |
| Temporadas | 2005              |          |           |                 |                  |
| Temporadas | 2006              | 2006     |           |                 |                  |
| Temporadas | 2007              | 2007     |           |                 |                  |
| Temporadas | 2008              |          |           |                 |                  |
| Temporadas | 2009              | 2009     |           |                 |                  |
| Temporadas | 2010              |          | 2010      |                 |                  |
| Temporadas | 2011              |          | 2011      | 2011            |                  |
| Temporadas | 2012              | 2012     | 2012      | 2012            |                  |
| Temporadas | 2013              | 2013     | 2013      | 2013            |                  |
| Temporadas | 2014              | 2014     |           |                 | 2014             |
| Temporadas | 2015              | 2015     |           |                 | 2015             |
| Temporadas | 2016              | 2016     |           |                 | 2016             |
| Temporadas | 2017              | 2017     | 2017      |                 | 2017             |
| Temporadas | 2018              | 2018     |           |                 | 2018             |
| Temporadas | 2019              | 2019     |           |                 | 2019             |
| Temporadas | 2020              | 2020     |           |                 |                  |
| Temporadas | 2021              | 2021     |           |                 |                  |
| Temporadas | 2022              |          |           |                 |                  |

## Marcas representadas y modelos utilizados
| Turismo Carretera            | Turismo Carretera    | Turismo Carretera | Turismo Carretera | Turismo Carretera |
| Marcas                       | Modelos              | Años              |                   |                   |
| ---------------------------- | -------------------- | ----------------- | ----------------- | ----------------- |
| Dodge                        | Dodge Cherokee       | 2006-presente     |                   |                   |
| Ford                         | Ford Falcon          | 2016              |                   |                   |
| Clase 3 del Turismo Nacional |                      |                   |                   |                   |
| Marcas                       | Modelos              | Años              |                   |                   |
| Chevrolet                    | Chevrolet Vectra III | 2015              |                   |                   |
| Chevrolet                    | Chevrolet Cruze I    | 2016-2019         |                   |                   |

## Títulos obtenidos
| Título  | Categoría       | Piloto             | Marca          | Año  |
| ------- | --------------- | ------------------ | -------------- | ---- |
| Campeón | TC Pista        | Jonatan Castellano | Dodge Cherokee | 2005 |
| Campeón | TC Pista Mouras | Nicolás Pezzucchi  | Dodge Cherokee | 2011 |